# مگس طاووسی گل گندم زرد
مگس طاووسی گل گندم زرد (نام علمی: Chaetorellia australis) نام یک گونه از تیره مگس‌های طاووسی است.